# Brian Spillane
Brian Jeremiah Spillane (Cork, 26 de enero de 1960) es un ex–jugador irlandés de rugby que se desempeñaba como octavo.

## Selección nacional
Fue convocado al XV del Trébol por primera vez en febrero de 1985 para enfrentar a los XV del Cardo y disputó su último partido en febrero de 1989 al XV de la Rosa. En total jugó 13 partidos y marcó un try para un total de 4 puntos (así valía un try por aquel entonces).

### Participaciones en Copas del Mundo
Solo disputó una Copa del Mundo; Nueva Zelanda 1987 donde Spillane marcó su único try con el seleccionado ante los Canucks y los irlandeses fueron derrotados por los Wallabies en cuartos de final, quedando eliminados.
| Mundial                       | Sede          | Resultado        | PJ | Tries |
| ----------------------------- | ------------- | ---------------- | -- | ----- |
| Copa Mundial de Rugby de 1987 | Nueva Zelanda | Cuartos de final | 3  | 1     |

## Palmarés
- Campeón del Torneo de las Seis Naciones de 1985.
- Campeón del Interprovincial Championship de 1979.